# رون روبرتس
رون روبرتس (بالإنجليزية: Ron Roberts)‏ (14 سبتمبر 1942 في المملكة المتحدة - ) هو لاعب كرة قدم بريطاني في مركز جناح ‏. لعب مع نادي ترانمير روفرز لكرة القدم ونادي ريكسهام وستافورد رينجرز.